# Ryota Kobayashi
Ryota Kobayashi (født 2. juni 1988) er en japansk fodboldspiller.
Han har spillet for flere forskellige klubber i sin karriere, herunder Thespa Kusatsu og Grulla Morioka.